# Final da Copa São Paulo de Futebol Júnior de 2024
A final da Copa São Paulo de Futebol Júnior de 2024 foi a 54.ª final da Copa São Paulo de Futebol Júnior, também conhecida como "Copinha", torneio anual de futebol para jogadores com idade até vinte anos, organizado pela Federação Paulista de Futebol (FPF). Ela foi realizada em 25 de janeiro de 2024, quinta-feira, na Neo Química Arena, em São Paulo, Brasil, e apitada por Gabriel Henrique Meira Bispo. O jogo foi disputado entre uma equipe paulista e mineira: Corinthians e o Cruzeiro, em uma final inédita. Os paulistas venceram os mineiros por 1–0 e sagraram-se undecacampeões da competição.
Tanto Corinthians quanto Cruzeiro chegaram à decisão invictos no torneio. Passaram para a fase eliminatória como líderes de seus grupos na primeira fase; os paulistas no grupo dez, e os mineiros no grupo vinte e oito. No mata-mata, o Corinthians passou por Guarani, Atlético Goianiense, CRB, América Mineiro e Novorizontino até chegar à final. O Cruzeiro, por outro lado, eliminou o Madureira, a Portuguesa, o Santos, Coritiba, e finalmente, o Flamengo.
Assim como nas últimas duas decisões, a final não pôde ser realizada no Estádio do Pacaembu, como é de costume no torneio, por questões de segurança, mesmo sendo anunciado antes do início do torneio. De acordo com o regulamento específico, no caso de haver apenas uma equipe paulistana na decisão, essa equipe haveria de disputar a partida no próprio estádio, o que não foi o caso. Na condição onde a equipe de fora da capital tivesse a melhor campanha, a FPF ficaria responsável por indicar o local, que foi escolhido como a Neo Química Arena, domínio do próprio Corinthians.

## Antecedentes e caminhos até à final
O Corinthians buscava seu 11° título, enquanto o Cruzeiro buscava seu 2° título. O Timão havia chegado à sua 19° final, com a última sendo na edição de 2017 onde sagrou-se campeão vencer o Batatais. Já a Raposa havia chegado à sua terceira decisão de Copinha e, após ter sido vice em 1996 e 2002, conquistou a edição de 2007 em cima do São Paulo. Enfrentando-se em uma final inédita, a última vez que os alvinegros e cruzeirenses se enfrentaram na Copinha foi pelas semifinais da edição de 2016, onde os paulistas avançaram à final após vencer de virada por 2–1.
Ambas as equipes chegaram para o confronto invictas na competição. Sorteado no Grupo 10, e com sede em Marília, o Corinthians estreou em 3 de janeiro contra o Ji-Paraná, goleando-o por 6–0. Seguiram-se uma vitória contra o Bangu por 1–0, e um empate com o Marília por 0–0. Na segunda fase, passou pelo Guarani nos pênaltis por 5–4, após empatar por 2–2 no tempo normal. Na terceira fase, passou pelo Atlético Goianiense por 4–1. Nas oitavas de final, passou pelo CRB goleando-o por 6–0. Nas quartas de final, passou pelo América Mineiro por 2–0. Nas semifinais, venceu o Novorizontino por 3–0, em partida realizada na Neo Química Arena, estádio do Corinthians, em São Paulo, garantindo uma vaga à final após 7 anos de ausência.
O Cruzeiro, por sua vez, foi sorteado no Grupo 28 e teve sua sede em Mogi das Cruzes. Sua estreia no torneio foi em 4 de janeiro contra o Capital-TO, onde venceu por 1–0. Seguiram-se um empate com o Novo Mutum por 1–1, e uma goleada em cima do União Mogi por 9–0, uma das duas maiores da edição. Ainda em Mogi, passou pelo Madureira por 1–0 na segunda fase. Na terceira fase, passou pela Portuguesa novamente por 1–0. Moveu-se para Barueri, onde goleou o Santos por 3–0 nas oitavas de final. Nas quartas de final, passou pelo Coritiba por 1–0. Nas semifinais, passou pelo Flamengo por 2–1, garantindo uma vaga à final após 17 anos de ausência. Essa foi a segunda edição seguida onde paulistas e mineiros se enfrentaram na final.
| Corinthians         | Corinthians     | Rodada                 | Cruzeiro   | Cruzeiro  |
| Oponente            | Resultado       | Rodada                 | Oponente   | Resultado |
| ------------------- | --------------- | ---------------------- | ---------- | --------- |
| Grupo 10            | Grupo 10        | Primeira fase (grupos) | Grupo 28   | Grupo 28  |
| Ji-Paraná           | 6 – 0           | Primeira fase (grupos) | Capital-TO | 1 – 0     |
| Bangu               | 1 – 0           | Primeira fase (grupos) | Nova Mutum | 1 – 1     |
| Marília             | 0 – 0           | Primeira fase (grupos) | União Mogi | 9 – 0     |
| Guarani             | 2 – 2 (5 – 4 p) | Segunda fase           | Madureira  | 1 – 0     |
| Atlético Goianiense | 4 – 1           | Terceira fase          | Portuguesa | 1 – 0     |
| CRB                 | 6 – 0           | Oitavas de final       | Santos     | 3 – 0     |
| América Mineiro     | 2 – 0           | Quartas de final       | Coritiba   | 1 – 0     |
| Novorizontino       | 3 – 0           | Semifinal              | Flamengo   | 2 – 1     |

Legenda:      Vitória —      Empate —      Derrota

## Pré-jogo

### Local e data

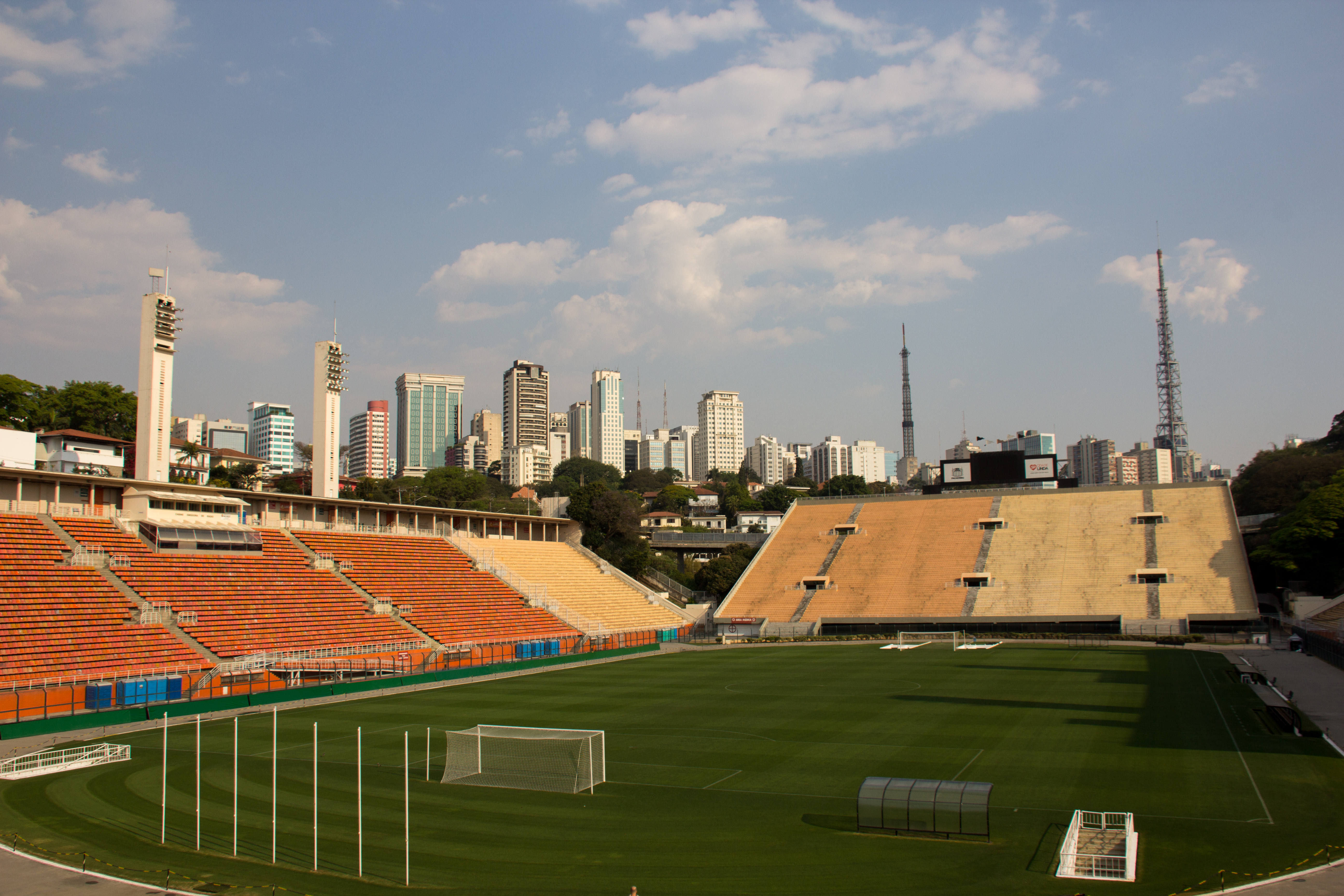
Pelo terceiro ano consecutivo, o Estádio do Pacaembu (imagem) não pôde sediar a final da Copinha.

Segundo regulamento do torneio, a final precisa ser realizada no aniversário da cidade de São Paulo, que é dia 25 de janeiro. Tradicionalmente, o Estádio do Pacaembu é definido como palco da partida; entretanto, embora o prefeito da cidade Ricardo Nunes tenha dito que o estádio seria reinaugurado para a decisão, foi anunciado em 16 de janeiro que não seria mais disputada no Pacaembu, pelo terceiro ano consecutivo, devido à questões de segurança.
Foi definido pela FPF que a partida seria disputada na Neo Química Arena, estádio do Corinthians, de acordo com o artigo 2, inciso 3 do regulamento específico da competição. Isso porque enquadrou-se no primeiro cenário previsto, onde no caso de haver uma equipe sediada na cidade de São Paulo na decisão, essa partida haveria de ser disputada no estádio do clube da capital, o que não foi o caso. Na condição onde a equipe de fora da capital tivesse a melhor campanha, a FPF ficaria responsável por indicar o local da decisão, observando as recomendações do Ministério Público de São Paulo e da Polícia Militar de São Paulo; o que fez o estádio do Corinthians ser confirmado como o local da decisão em 23 de janeiro. Essa seria a primeira vez em que a Neo Química Arena receberia uma final de Copinha.

### Arbitragem
Em 24 de janeiro, a FPF selecionou a equipe de arbitragem para comandar a partida, que seria liderada por Gabriel Henrique Meira Bispo. Gabriel seria auxiliado pela Izabele de Oliveira e Robson Ferreira Oliveira, com Thiago Lourenço de Mattos sendo o quarto árbitro. O VAR seria comandado pela Daiane Muniz dos Santos.

## Partida
A final da Copa São Paulo de Futebol Júnior de 2024 começou às 15h30 (horário de Brasília) embaixo de sol, para um público de 43.495 presentes, com a grande maioria sendo torcedores corinthianos. A bola utilizada seria a S11 Ecoknit, da Penalty, composta de materiais sustentáveis, incluindo insumos provenientes da cana-de-açúcar.

### Detalhes
| 25 de janeiro | Corinthians | 1 – 0                      | Cruzeiro | Neo Química Arena, São Paulo                                                    |
| 15:30 (UTC−3) | Kayke 84'   | Súmula (FPF) Borderô (FPF) |          | Público: 43 056 Renda: R$ 1 215 586,00 Árbitro: SP Gabriel Henrique Meira Bispo |

| Corinthians | Cruzeiro |